# Arquidiocese de Estetino-Kamień
A Arquidiocese de Estetino-Kamień (Archidiœcesis Sedinensis-Caminensis) é uma circunscrição eclesiástica da Igreja Católica situada em Estetino, Polônia. Seu atual arcebispo é Wiesław Śmigiel. Sua Sé é a Basílica Catedral de São Tiago Apóstolo de Estetino e sua cocatedral é a Cocatedral de São João Batista de Kamień Pomorski.
Possui 275 paróquias servidas por 628 padres, abrangendo uma população de 1 005 748 habitantes, com 95% da dessa população jurisdicionada batizada (955 900 católicos).

## História
A diocese da Pomerânia foi fundada em 1140 com sede em Wolin. Em 26 de abril de 1188, em virtude da bula Auctoritate apostolica do Papa Clemente III, tomou o nome de diocese de Kamień, para onde a sede episcopal foi transferida. Foi suprimida em 1545 após a transição da cidade e do bispo para o protestantismo.
A diocese de Estetino-Kamień foi restabelecida em 28 de junho de 1972 com a bula Episcoporum Poloniae do Papa Paulo VI, derivando o território da diocese de Berlim (hoje arquidiocese). Ela era originalmente sufragânea da arquidiocese de Gniezno.
Em 25 de março de 1992 com a bula Totus tuus Poloniae populus do Papa João Paulo II foi elevada à categoria de arquidiocese metropolitana.

## Prelados
|                          | Nome                                     | Período    | Notas                       |
| Arcebispos               | Arcebispos                               | Arcebispos | Arcebispos                  |
| ------------------------ | ---------------------------------------- | ---------- | --------------------------- |
| 4º                       | Wiesław Andrzej Śmigiel                  | 2024-      | Atual                       |
| 3º                       | Andrzej Dzięga                           | 2009-2024  | Arcebispo emérito           |
| 2º                       | Zygmunt Kamiński †                       | 1999-2009  |                             |
| 1º                       | Marian Przykucki †                       | 1992-1999  |                             |
| Bispos                   |                                          |            |                             |
| 2º                       | Kazimierz Jan Majdański †                | 1979-1992  |                             |
| 1º                       | Jerzy Stroba †                           | 1972-1978  | Nomeado arcebispo de Poznań |
| Bispos auxiliares        |                                          |            |                             |
|                          | Henryk Wejman                            | 2014-      | Atual                       |
|                          | Marian Błażej Kruszyłowicz, O.F.M. Conv. | 1989-2013  | Bispo auxiliar emérito      |
|                          | Stanisław Stefanek, S.Chr. †             | 1980-1996  | Nomeado bispo de Łomża      |
|                          | Jan Stefan Gałecki †                     | 1974-2007  |                             |
| Administrador apostólico |                                          |            |                             |
|                          | Zbigniew Jan Zieliński                   | 2024       | Bispo de Koszalin–Kołobrzeg |